# Cantó de Montalban-4
El cantó de Montalban-4 és un cantó francès del departament de Tarn i Garona, situat al districte de Montalban. Comprèn una part del municipi de Montalban.

## Història
| Data d'elecció                           | Identitat           | Partit        | Qualitat |
| ---------------------------------------- | ------------------- | ------------- | -------- |
| 1971-2001                                | Michel Hamecher     | PRG           |          |
| 2001-2008                                | Jacques Larroque    | Divers droite |          |
| 2008-                                    | Ghislain Descazeaux | PS            |          |
| les dades anteriors no són pas conegudes |                     |               |          |
|                                          |                     |               |          |